# János Háy
János Háy (ur. 1960 w Vámosmikoli) – węgierski poeta, prozaik i dramatopisarz. Absolwent filologii rosyjskiej i historii, studiował na Uniwersytecie Szegedyńskim, studiował także estetykę na Uniwersytecie Budapeszteńskim. Członek Związku Pisarzy Węgierskich i Towarzystwa Pisarzy Literatury Pięknej.

## Nagrody
Jest laureatem wielu nagród i wyróżnień literackich oraz artystycznych: 
- Jánosa Sziverego (1994),
- pisma Alföld (1999),
- Milána Füsta (2001),
- Attili Józsefa (2002),
- Ernő Szépa (2002),
- nagroda za najlepszy dramat sezonu (2002),
- nagroda za dramat dla młodych pisarzy (2004),
- nagroda Cechu Dramaturgów: najlepszy węgierski dramat sezonu (2004),
- nagroda Sándora Máraiego (2009),
- Jest ponadto dwukrotnym stypendystą Fundacji Sorosa i Stypendium Literackiego im. Zsigmonda Móricza.

## Twórczość

### Poezja
- Gyalog megyek hozzád a sétálóúton (pol. Idę do ciebie deptakiem), wiersze, ponadto rysunki, 1989
- A növények hazája, (pol. Ojczyzna roślin),1990
- Vigyázat, humanisták, (pol. Uwaga humaniści),1990
- Welcome in Africa, wiersze, ponadto proza, 1991
- Marlon és Marion, wiersze, ponadto nowele, 1993
- Holdak és napok, opowiadanie, ponadto wiersze, rysunki, 1995
- Valami nehezék (pol. Jakiś ciężar), 1998
- Istenek (pol. Bogowie), 1998
- Kotródom el (pol. Zmiatam), 2002

### Powieści i opowiadania
- Dzsigerdilen. A szív gyönyörűsége (pol. Dżigerdilen. Zachwyt serca), 1996, 2004.
- Xanadu. Föld, víz, levegő (pol. Xanadu. Ziemia, woda, powietrze), 1999
- Közötte apának és anyának, fölötte a nagy mindenségnek (pol. Między ojcem i matką, ponad wielkim wszechświatem, dziewięć opowiadań, 2000
- A bogyósgyümölcskertész fia (pol. Syn ogrodnika), opowiadania, 2003

### Dramaty
- Gézagyerek (pol. Géza-dzieciak), 2005.
- Herner Ferike faterja (pol. Stary Feriego Hernera)
- Ślubuję ci miłość i wierność